# Sichtkarte

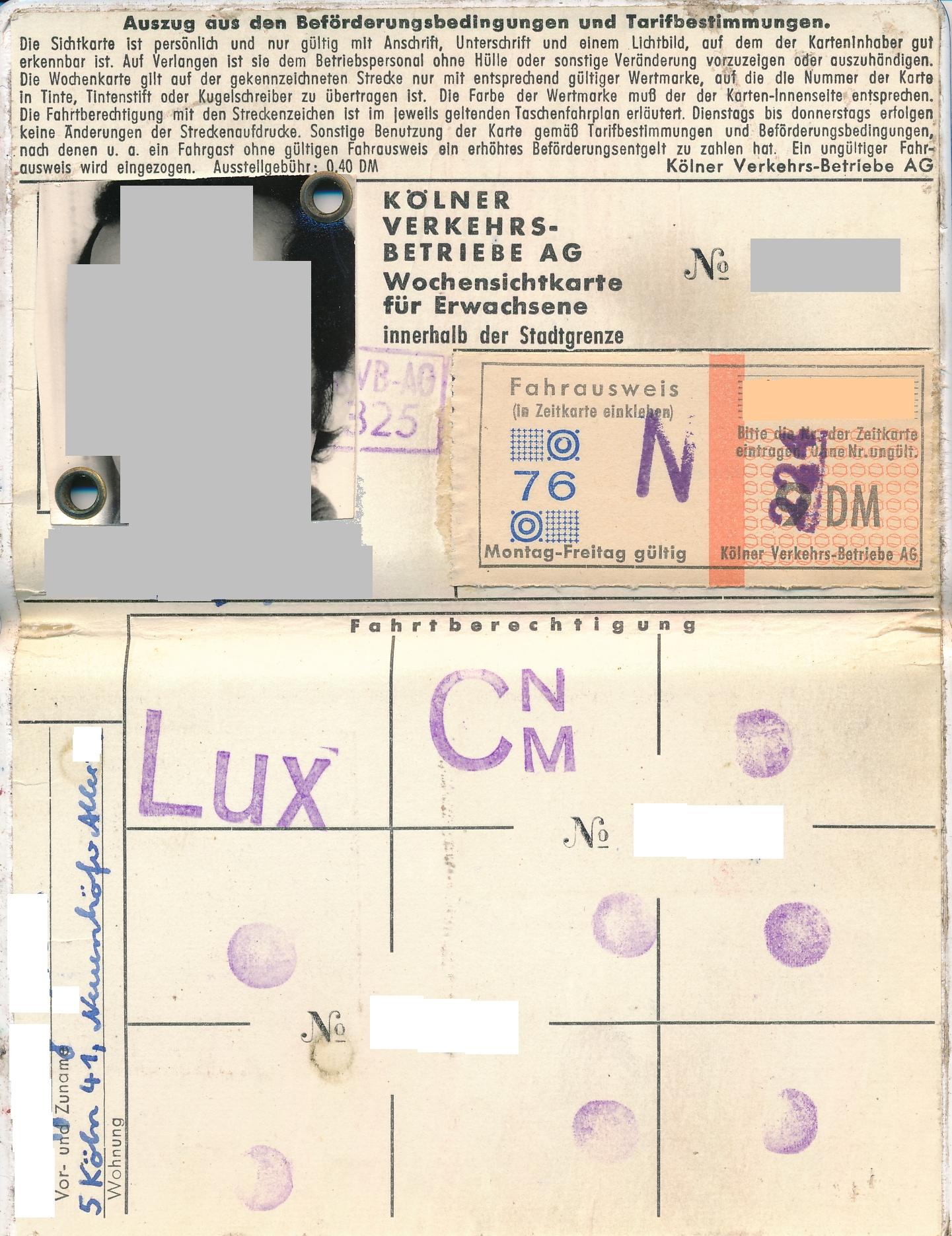
Wochensichtkarte der Kölner Verkehrs-Betriebe mit eingeklebter Wertmarke von 1976

Eine Sichtkarte ist eine Fahrkarte des öffentlichen Personennahverkehrs, die nicht entwertet, sondern nur vorgezeigt werden muss. Meist handelt es sich hierbei um Zeitkarten oder um Fahrkarten, die im Vorverkauf am Fahrkartenautomaten erworben wurden. Beim Fahrgastflussprinzip konnten Besitzer von Sichtkarten oft auch beim Fahrer einsteigen, während Barzahler nur beim Schaffner einsteigen durften. Verkehrte der Triebwagen eines Zwei- oder Mehrwagenzugs sogar gänzlich schaffnerlos, so wurde dieser teilweise explizit als Sichtkartenwagen bezeichnet.